# Saturnia identata
Saturnia identata är en fjärilsart som beskrevs av Jordan 1911. Saturnia identata ingår i släktet Saturnia och familjen påfågelsspinnare. Inga underarter finns listade.